# Kiyomi Ishida
Kiyomi Ishida (japanisch 石田 清美 Ishida Kiyomi; * 28. April 1968) ist eine japanische Tischtennisspielerin. Sie nahm an den Olympischen Spielen 1988 teil. 

## Werdegang
Kiyomi Ishida siegte bei den japanischen Meisterschaften 1984 im Mixed mit Katsutoshi Ōtake.
Bei den Olympischen Spielen 1988 in Seoul trat sie in der Vorgruppe D an. Hier gewann sie drei Spiele und musste zwei Niederlagen einstecken. Damit kam sie nicht in die Hauptrunde und landete auf Platz 17. Im Doppel mit Mika Hoshino verpasste sie mit Platz vier nur knapp eine Medaille. In der Vorgruppe B erreichte das Paar durch drei Siege und drei Niederlagen die Hauptrunde. Hier gelang der Einzug ins Halbfinale, wo gegen die Südkoreanerinnen Yang Yeong-Ja/Hyeon Jeong-Hwa Endstation war.
In der Weltrangliste wurde Kiyomi Ishida Mitte 1988 auf Platz 30 geführt.

## Spielergebnisse bei den Olympischen Spielen
- Olympische Spiele 1988 Einzel[2]
  - Siege: Kerri Tepper (Australien), Lau Wai Cheng (Malaysia), Patricia Offel (Ghana)
  - Niederlagen: Li Huifen (China), Mok Ka Sha (Hongkong)
- Olympische Spiele 1988 Doppel mit Mika Hoshino[3]
  - Siege: Katja Nolten/Olga Nemes (Bundesrepublik Deutschland), Diana Gee/Insook Bhushan (USA), Leong Mee Wan/Lau Wai Cheng (Malaysia); Flyura Bulatova/Olena Kovtun (Sowjetunion)
  - Niederlagen: Chen Jing/Jiao Zhimin (China), Marie Hrachová/Renata Kasalová (Tschechoslowakei), Bettine Vriesekoop/Mirjam Kloppenburg (Niederlande); Yang Yeong-Ja/Hyeon Jeong-Hwa (Südkorea)